# Hugh Glass
 (octobre 2016).
Pour les articles homonymes, voir Glass.
Hugh Glass, né vers 1783, probablement en Pennsylvanie, et mort en 1833, est un trappeur américain. Il est connu pour la prouesse qu'il accomplit en 1823 dans le Dakota du Sud : gravement blessé par un grizzli, sans armes et laissé pour mort, il parvint en effet à gagner le Fort Kiowa, distant de plus de 300 kilomètres, en six semaines.
Son histoire a été plusieurs fois adaptée au cinéma, la dernière en 2015 sous le titre The Revenant avec Leonardo DiCaprio dans le rôle principal.

## Biographie

### Premières années
Hugh Glass naît vers 1783 en Pennsylvanie de parents scots d'Ulster qui ont immigré depuis l’Ulster. Sa vie avant l’épisode de l’ours n'est pas connue avec certitude. Il aurait été capturé par des pirates commandés par Jean Lafitte sur la côte du Texas en 1816 et forcé de devenir à son tour pirate pendant deux années. Il se serait échappé en nageant vers le rivage près de Galveston. Il aurait été capturé par les Pawnees avec qui il vivra pendant quelques années, se mariant avec une femme de la tribu. Accompagnant des représentants pawnees lors d'une rencontre avec des officiels américains, il est à Saint-Louis en 1821.

### Expédition du général Ashley

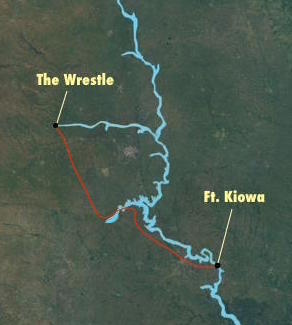
Carte du trajet effectué en 1823 par Hugh Glass.

L'aventure la plus mémorable de Hugh Glass commence en 1822, lorsqu'il répond à une annonce passée par le général William Ashley dans le  Missouri Gazette and Public Adviser, demandant cent volontaires pour une expédition visant à remonter le Missouri dans le cadre d'une opération touchant au commerce de fourrures. Ce corps de cent hommes est resté connu par la suite sous le nom de Ashley's Hundred.
Outre Glass, l'expédition comprend des personnes connues, telles que Jim Beckwourth, Thomas Fitzpatrick, David Edward Jackson (en), John Fitzgerald, William Sublette (en), Jim Bridger, et Jedediah Smith.
Dès le début de l'expédition, Glass se fait remarquer par ses qualités de trappeur dur à la tâche. Il est apparemment blessé lors de ce voyage au cours d'un combat avec les Arikaras ; plus tard, avec un groupe de treize hommes, il va porter secours à des négociants qui se trouvent à Fort Henry, sur le Missouri (en), à l'embouchure de la Yellowstone. L'expédition, dirigée par Andrew Henry, consiste à remonter la vallée de la Grand River dans ce qui est aujourd'hui le Dakota du Sud, puis à traverser jusqu'à la vallée de la Yellowstone.

#### Combat avec l'ours

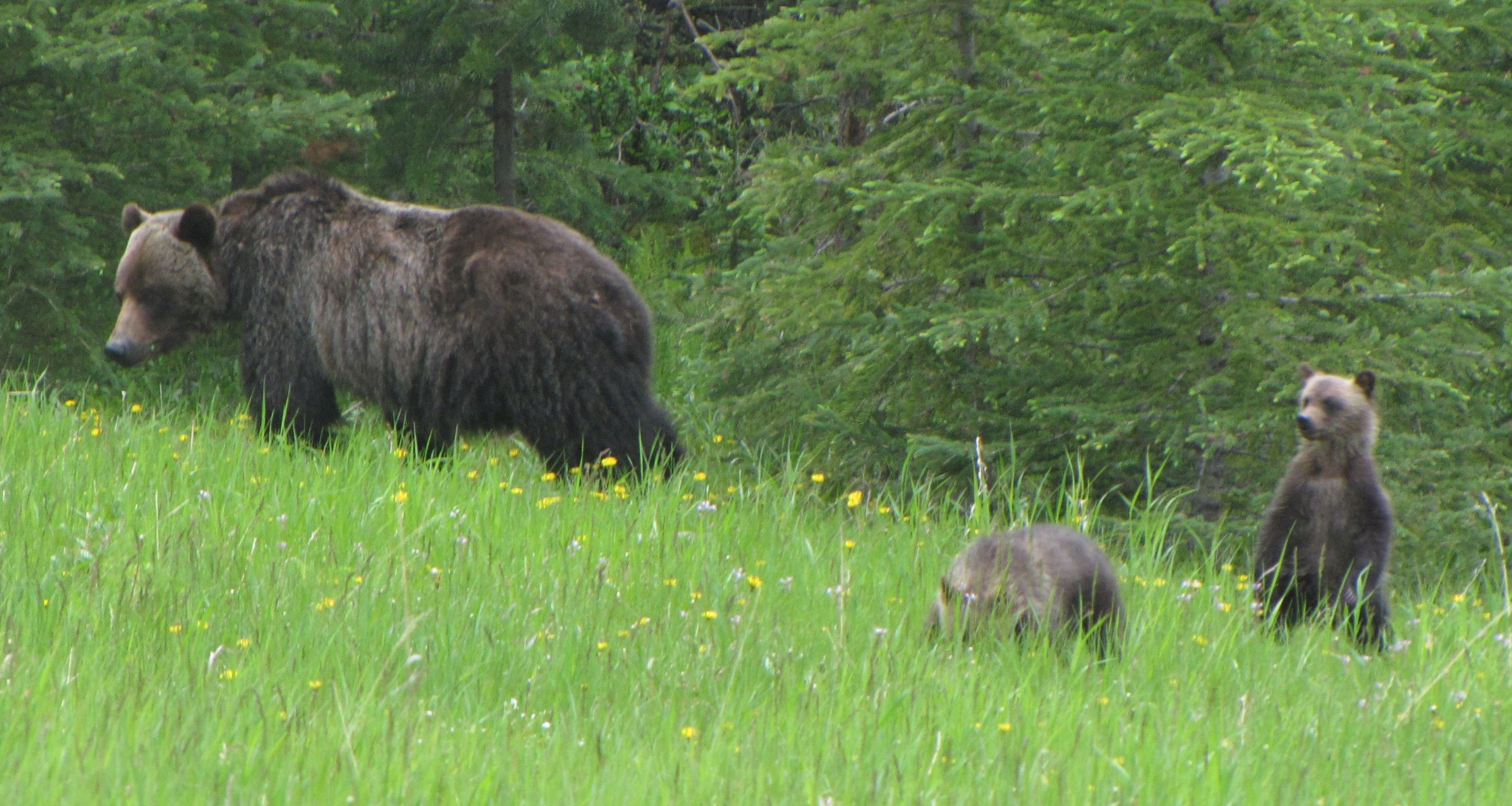
Ourse grizzli avec ses deux oursons.

En août 1823, près de l'embranchement de la Grand River dans ce qui est aujourd'hui le comté de Perkins, alors qu'il était parti en reconnaissance à la recherche de gibier pour regarnir le garde-manger de l'expédition, Glass surprend une mère grizzli accompagnée de ses deux oursons. Avant qu'il ait eu le temps de tirer, l'ourse charge, l'attrape et le jette au sol. Glass se relève, attrape son couteau et poignarde l'animal à de multiples reprises pendant que le grizzly le lacère de ses griffes.
Glass parvient à tuer l'ours avec le concours de deux autres trappeurs, Fitzgerald et Bridger, mais se retrouve sévèrement blessé et inconscient. Henry, qui est également avec eux, considère que l'homme ne survivra pas à ses blessures. Il demande alors deux volontaires pour rester avec Glass jusqu'à ce qu'il meure, et l'enterrer ensuite. Bridger (alors âgé de 19 ans) et Fitzgerald (alors âgé de 23 ans) se portent volontaires et, tandis que le reste du groupe continue sa route, commencent à creuser la tombe de Glass. Selon leurs affirmations, ils auraient été interrompus dans leur tâche par les Autochtones Arikaras ; les deux hommes attrapent alors le fusil de Glass ainsi que son couteau et d'autres équipements, et prennent la fuite.
Bridger et Fitzgerald feront plus tard un compte rendu erroné à Henry, affirmant que Glass était mort.

#### L'odyssée vers Fort Kiowa

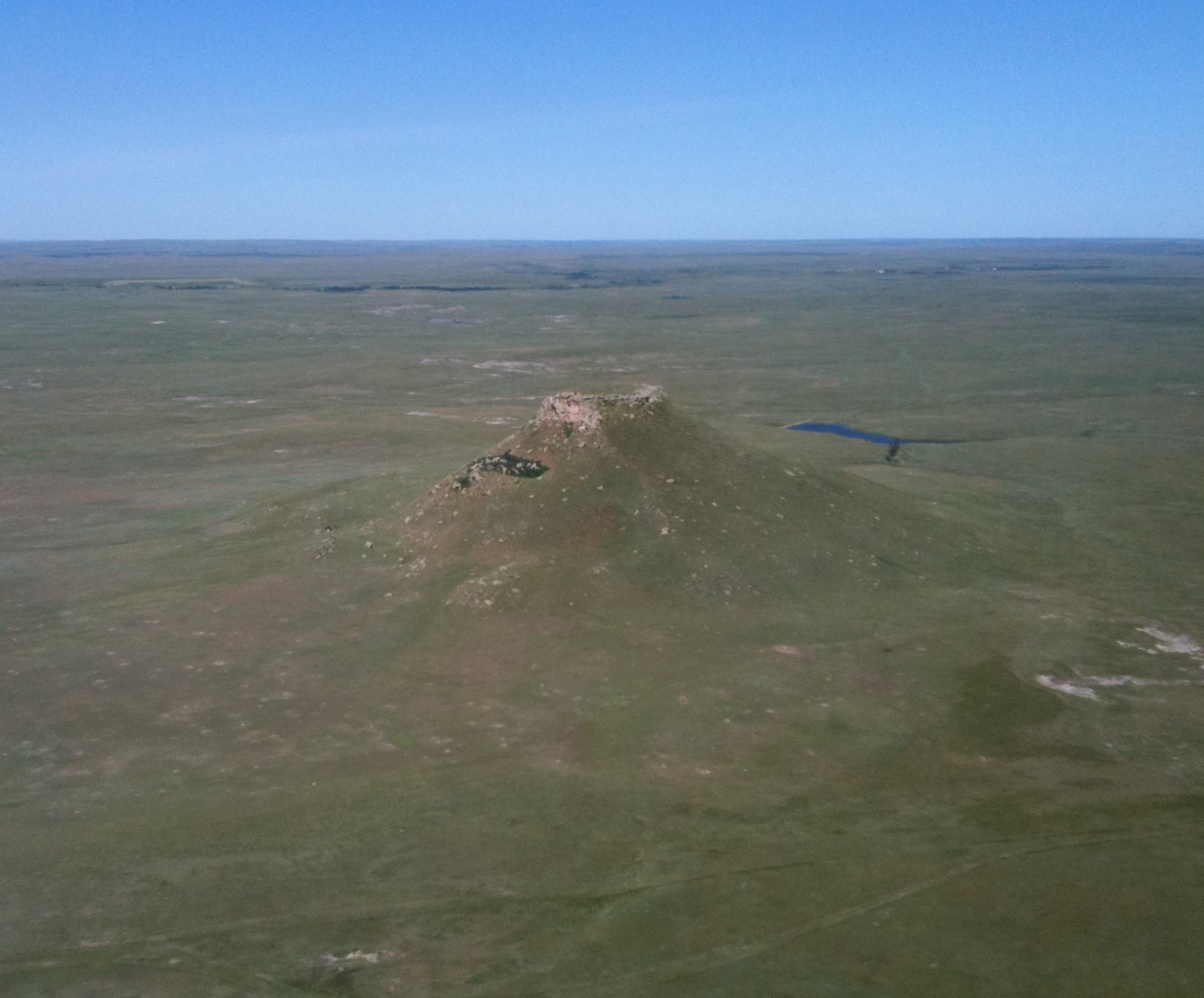
Thunder Butte, dont Hugh Glass se sert pour s'orienter lors de son odyssée pour gagner Fort Kiowa.

Malgré ses blessures, qui commencent à s'infecter, Glass reprend connaissance et se rend compte qu'on l'a abandonné, sans armes ni équipement, avec une jambe cassée et des plaies au dos si profondes qu'elles laissent voir les côtes. Il se trouve à 320 km de l'établissement américain le plus proche, situé à Fort Kiowa sur le Missouri.
Glass remet sa jambe cassée en place, s'enveloppe dans la peau d'ours que ses compagnons avaient placée sur lui comme un linceul, et commence à ramper. Pour éviter la gangrène, il place son dos blessé sur une souche d'arbre en train de pourrir pour que les asticots rongent la chair morte[réf. souhaitée].
Glass juge alors que suivre la Grand River serait trop dangereux, à cause des Indiens hostiles, et décide de ramper vers le sud en direction de la rivière  Cheyenne en se servant pour s'orienter de Thunder Butte, une hauteur visible à des kilomètres à la ronde. Il lui faut six semaines pour atteindre la Cheyenne. Pendant ce temps, il survit essentiellement en mangeant des baies sauvages et des racines. À un moment, il parvient à faire fuir deux loups qui dévorent un jeune bison, et se repaît de sa viande. Aidé par des indigènes amicaux qui cousent une peau d'ours pour protéger les blessures à nu de son dos, et qui lui fournissent de la nourriture et quelques armes pour se défendre, Glass finit par atteindre la Cheyenne, se confectionne un radeau rudimentaire et descend la rivière jusqu'à parvenir à Fort Kiowa.
Après une longue convalescence, il se remet en route pour traquer Bridger et Fitzgerald, et pour se venger. Lorsqu'il trouve Bridger, sur le Yellowstone près de l'embouchure de la Bighorn River, Glass l'épargne, sans doute à cause de son jeune âge. Lorsqu'il retrouve ensuite Fitzgerald, il découvre que celui-ci s'est enrôlé dans l'armée des États-Unis. Glass l'épargne également, à cause, dit-on, du fait que la peine de mort attendait celui qui tuait un soldat américain. Cependant, il récupère à cette occasion le fusil qu'il avait perdu.

#### Rencontre avec les Arikaras

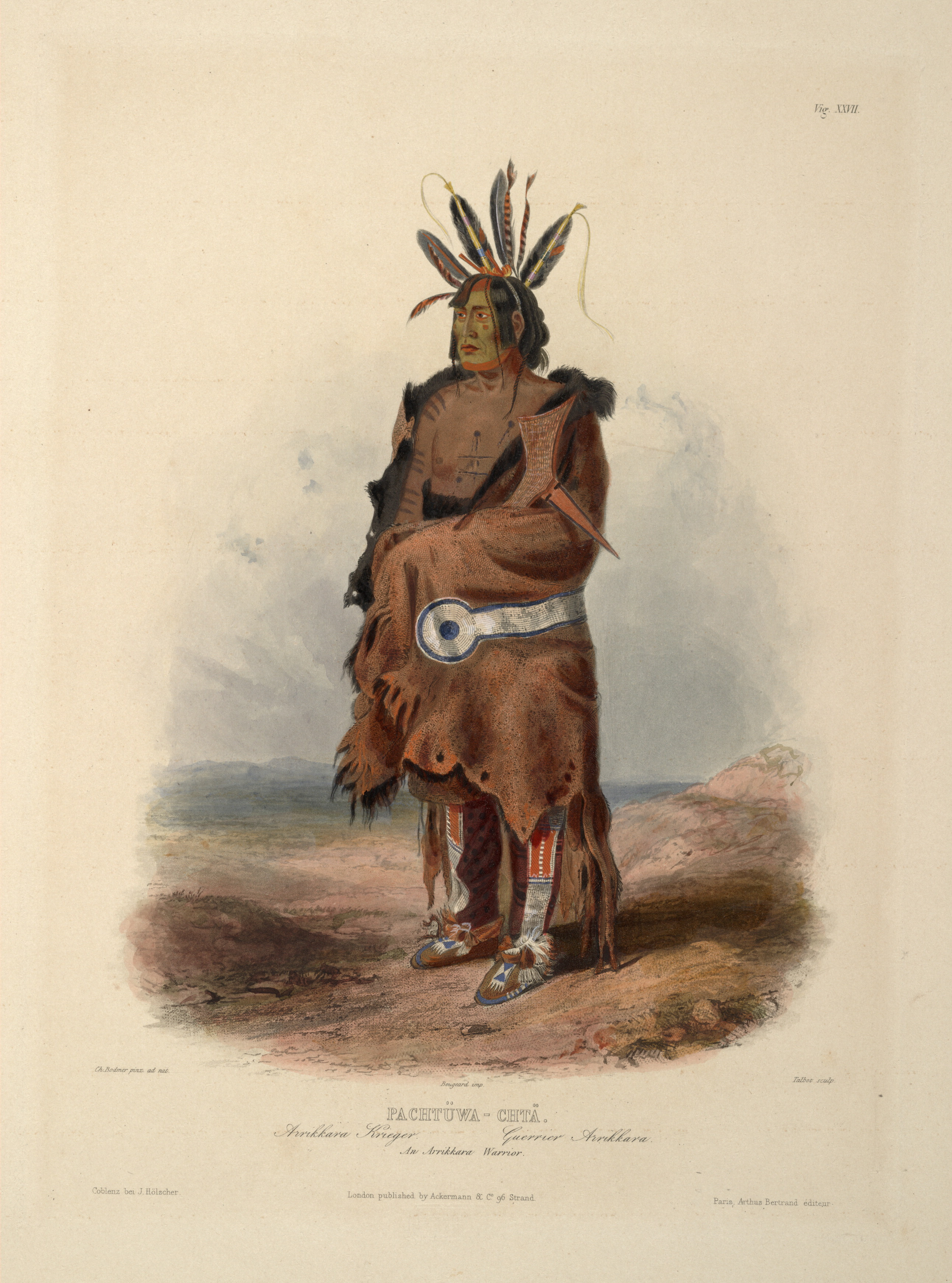
Un guerrier arikara, vers 1840-1843.

Hugh Glass, avec quatre compagnons, est alors envoyé par Ashley pour trouver une nouvelle voie pour les trappeurs, en remontant la Powder, puis en traversant et en descendant la rivière Platte jusqu'aux falaises. Le groupe se met en route en utilisant un « bull boat », un esquif recouvert de peaux de bison. Près du confluent avec la Laramie River, ils découvrent quelque 38 huttes indiennes, avec plusieurs Indiens sur la berge. Ceux-ci semblent amicaux, et les trappeurs pensent tout d'abord avoir rencontré des Pawnees. Après que les trappeurs sont descendus à terre et ont dîné avec les Indiens, Glass se rend compte que ceux-ci appartiennent en réalité à la nation arikara, dont le comportement à l'égard des Blancs est tout sauf amical, comme en témoignent quelques rencontres passées.
Les trappeurs se précipitent alors vers leur bull boat et pagaient pour gagner la rive opposée. Mais les Indiens nagent à leur poursuite et atteignent la rive quasiment en même temps. Deux hommes, Marsh et Dutton, parviennent à s'échapper et se retrouvent ensuite, mais les deux autres, More et Chapman, sont bien vite rattrapés et tués. Glass a la chance de trouver un amas de rochers où il se cache, sans être découvert par les Arikaras. Il retrouve plus tard son couteau et un silex dans sa cartouchière. Il se joint ensuite à un groupe de Sioux, avec qui il fait le voyage jusqu'à Fort Kiowa.

### Dernières années

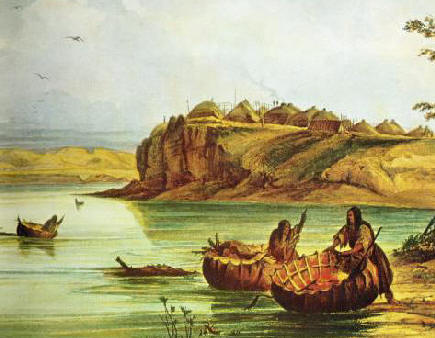
Bull boats et huttes des Mandans, similaires à ce qu'ont connu Hugh Glass et ses compagnons.

Plus tard, Glass retourne sur la « Frontière » en tant que trappeur et négociant en fourrures. Puis il est employé comme chasseur au service de la garnison de Fort Union Trading Post. Lors du printemps 1833, au cours d'une attaque par les Arikaras, il est tué avec deux autres trappeurs sur la Yellowstone.
Selon le livre The Deaths of the Bravos par John Myers Myers (en), en avril 1833, les Arikaras essayent de se faire passer pour de paisibles Indiens minitaris lors d'une rencontre avec un groupe de trappeurs employés par Amfurco. Cependant, Johnson Gardner, l'un des trappeurs, identifie l'un des fusils utilisés par les Indiens comme étant celui de Glass, celui-là même qu'il avait récupéré auprès de Fitzgerald, après que celui-ci et Bridger l'eurent laissé pour mort en 1823.
Alarmé par cette découverte, Gardner parvient à la conclusion que les Indiens sont en réalité des Arikaras. On s'empare alors d'eux et on les exécute en représailles de la mort de Hugh Glass.

## Adaptations

### À l'écran
Dans la série Les Aventuriers du Far West, Hugh Glass est évoqué dans l'épisode Hugh Glass Meets the Bear (1966). John Alderson y joue Glass, Morgan Woodward est Fitzgerald et Victor French est Louis Baptiste.
Le premier film tiré de l'histoire de Hugh Glass est Le Convoi sauvage (1971) de Richard C. Sarafian, avec Richard Harris (le survivant se nomme Zachary Bass) et John Huston (Capitaine Henry) dans les rôles principaux. Les rôles de Fitzgerald et de Bridger sont respectivement tenus par Percy Herbert (Fogarty) et Dennis Waterman (Lowrie).
Une adaptation du calvaire de Hugh Glass, librement adaptée du roman de Michael Punke et réalisée par Alejandro González Iñárritu, sort en 2015 sous le titre The Revenant, avec Leonardo DiCaprio dans le rôle principal et dans les seconds rôles Tom Hardy (Fitzgerald) ainsi que Will Poulter (Bridger). Ce film a obtenu les prix du meilleur film et du meilleur acteur aux Bafta 2016 ; et a gagné trois Oscars en 2016, dans les catégories meilleur réalisateur, meilleur acteur (pour Leonardo DiCaprio, le premier de sa carrière) et meilleure photographie.

### Dans la littérature
L'aventure de Hugh Glass a été racontée dans de nombreux ouvrages, notamment, en 2002, le roman de Michael Punke The Revenant: A Novel of Revenge (en).

### Source
- (en) Cet article est partiellement ou en totalité issu de l’article de Wikipédia en anglais intitulé « Hugh Glass » (voir la liste des auteurs).